# 波布比咩命神社
波布比咩命神社（はぶひめのみことじんじゃ）は、東京都大島町（伊豆大島）にある神社。
式内社である波布比売命神社（はぶひめのみことじんじゃ）に比定されている。

## 祭神
主祭神
- 波布比咩命（はぶひめのみこと） - 事代主神（三島大明神）の后の一人。羽分(はぶ)の大后。子は大宮神社の祭神・阿治古命（あじこのみこと）と、波治加麻神社の祭神・波治命（はじのみこと）。

配祀神
- 建御名方富命
- 八坂刀売命

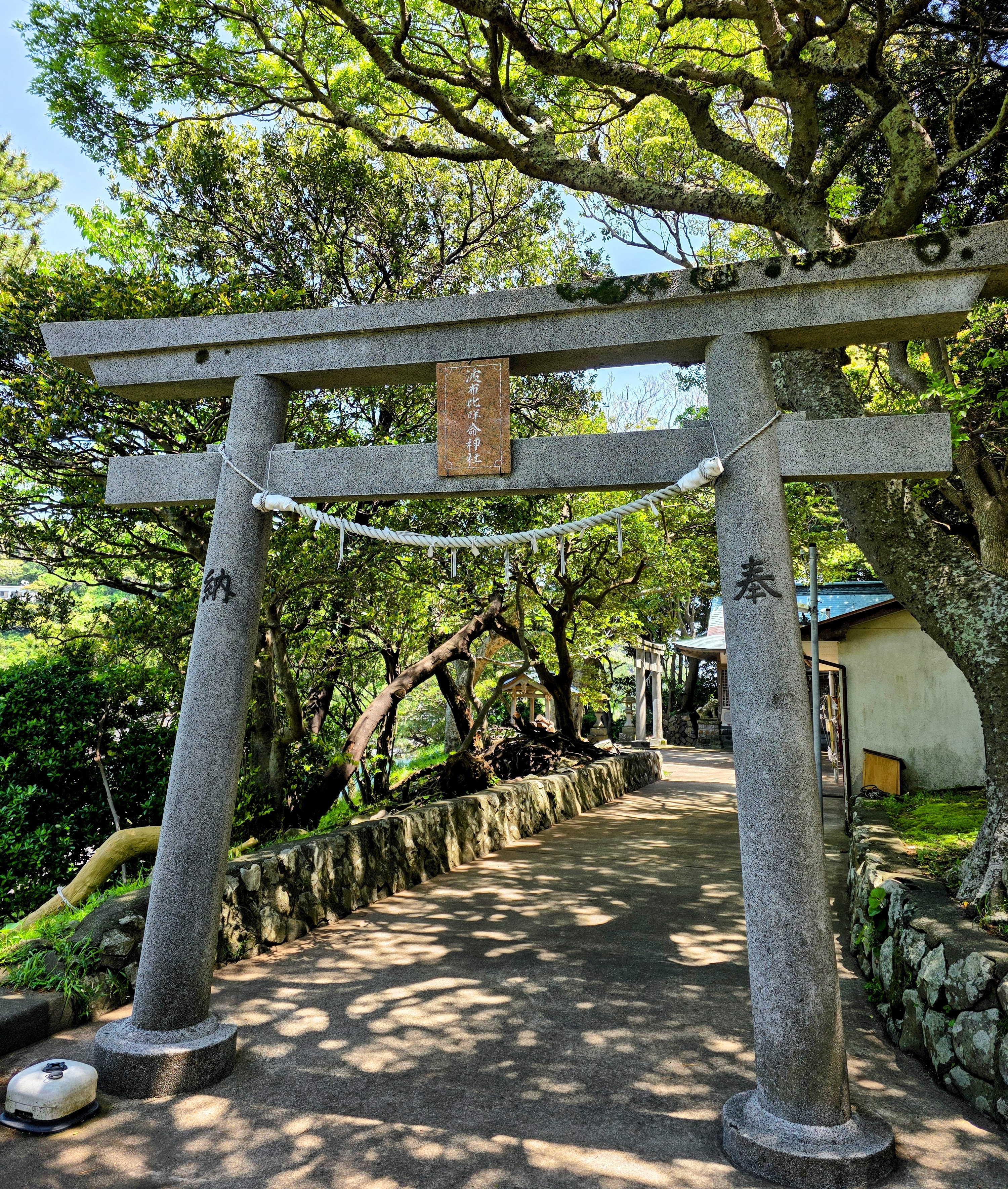
北側鳥居
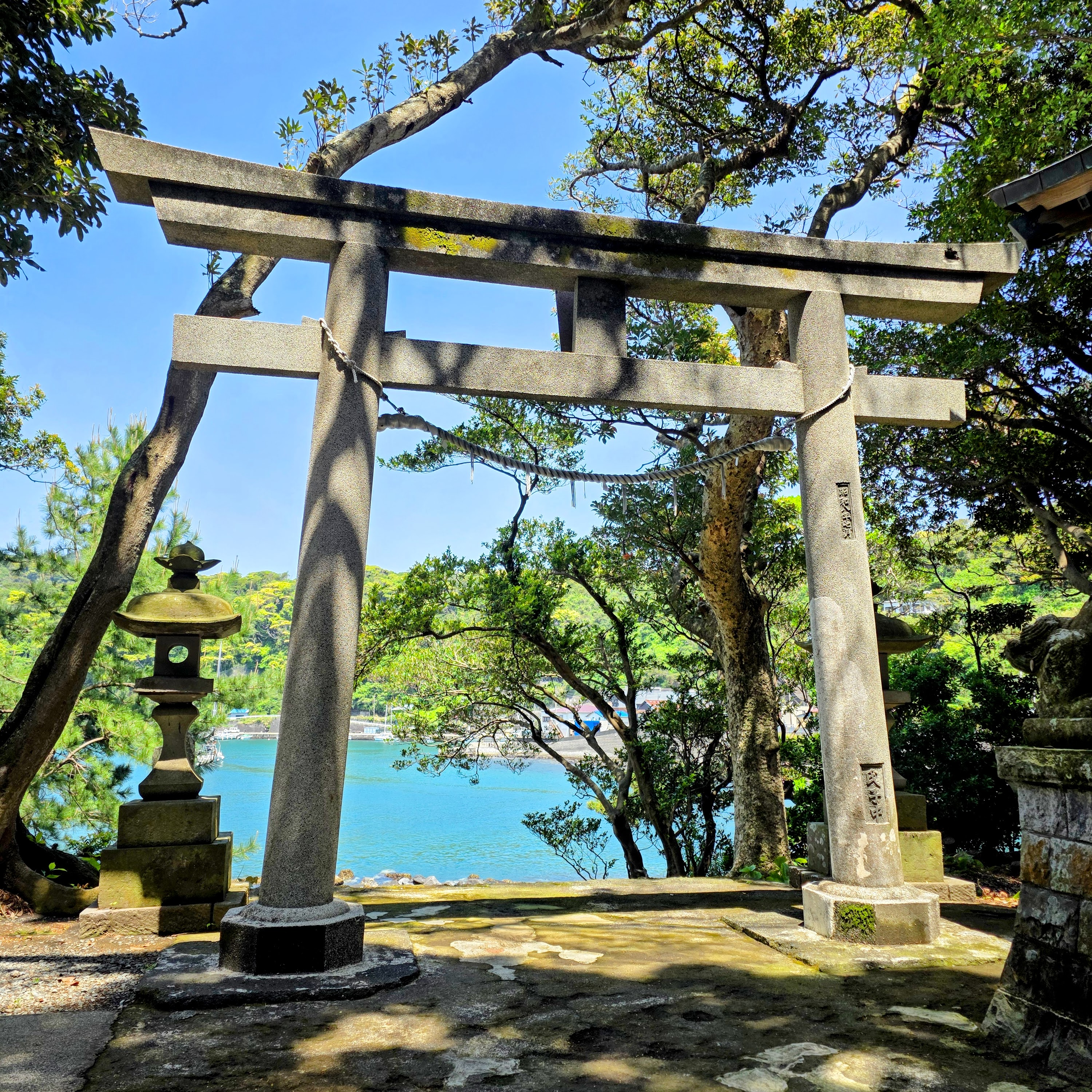
海側鳥居